# Charlottetown (Newfoundland)
Charlottetown is een dorp en local service district in de Canadese provincie Newfoundland en Labrador. De plaats bevindt zich aan de oostkust van het eiland Newfoundland en is grotendeels ingesloten door het Nationaal Park Terra Nova.

## Geschiedenis
In 1986 kreeg Charlottetown voor het eerst beperkt lokaal bestuur doordat de plaats een local service district werd.

## Geografie
Charlottetown grenst in het zuidoosten aan de oevers van de Clode Sound, een tientallen kilometers lange zijarm van de Bonavista Bay. Langs de drie andere zijden is de plaats ingesloten door het Nationaal Park Terra Nova.
Main Road, de hoofdstraat van het plaatsje, verbindt het met de vlakbij gelegen Trans-Canada Highway (NL-1). Die verbindingsweg ligt op het grondgebied van het nationaal park.
Charlottetown is door haar ligging te midden van de ongerepte natuur van het nationaal park relatief afgelegen. De dichtstbij gelegen andere plaats is het gehucht Muddy Brook, op een rijafstand van ruim 20 km.

## Demografie
Demografisch gezien is de designated place Charlottetown, net zoals de meeste kleine dorpen op Newfoundland, aan het krimpen. Tussen 1991 en 2016 daalde de bevolkingsomvang van 334 naar 251. Dat komt neer op een daling van 25% in 25 jaar tijd. Bij de volkstelling van 2021 werd er echter opnieuw een stijging vastgesteld.
| Demografische ontwikkeling van Charlottetown tussen 1991 en 2021 |
| ---------------------------------------------------------------- |
|                                                                  |
| Bron: Statistics Canada (1991–1996, 2001–2006, 2011–2016, 2021)  |